# Dodona erato
Dodona erato är en fjärilsart som beskrevs av Doubleday 1847. Dodona erato ingår i släktet Dodona och familjen Riodinidae. Inga underarter finns listade i Catalogue of Life.